# Vico Torriani
Vico Torriani, all'anagrafe Ludovico Oxens Torriani (Ginevra, 21 settembre 1920 – Agno, 25 febbraio 1998), è stato un cantante, attore e conduttore televisivo svizzero di origini ticinesi, annoverato tra le maggiori star del mondo dello spettacolo nel suo Paese.
Cantante dedito ai generi pop, Schlager, folk e operetta, nel corso della sua carriera, iniziata nei primi anni cinquanta, vendette oltre 20 milioni di dischi. Alla sua musica sono stati dedicati molti programmi sia in Svizzera che in Germania.

## Biografia
Ludovico Oxens Torriani nacque a Ginevra il 21 settembre 1920.
Nel 1945 vinse un concorso musicale ed iniziò così ad esibirsi al King's Bar di Zurigo.
Sei anni dopo incise assieme a Gitta Lind il singolo Das hat doch schon die Großmama erfahren/Wir sind füreinander bestimmt e nel 1953 pubblicò l'album Vico Torriani und seine Lieder.
Dal 1967 al 1970 condusse il programma Der goldene Schuss, seguito mediamente da oltre 20 milioni di telespettatori. Fu inoltre attore cinematografico, perlopiù in film musicali.
Nel 1996 iniziò a soffrire di polipi al palato. Morì, probabilmente a causa di un linfoma, nella sua villa di Agno, nel Canton Ticino, il 25 febbraio 1998, all'età di 77 anni. 

## Vita privata
Era sposato e aveva due figli: una femmina e un maschio.

## Discografia parziale

### Album
- Vico Torriani und seine Lieder (1953)
- Träumereien mit Vico Torriani (1954)
- Singt Evergreens (1956)
- Filmtreffer (1956)
- Bon Soir, Vico! (1957)
- Vicos Goldene Schallplatte (1958)
- Sings All The Big Italian Hits (1959)
- Liebe, Tanz und 1000 Träume (1961)
- Sing mit Vico (1963)
- Mr. Musical - Monsieur Chanson (1965)
- Weihnacht in Europa (1966)
- Vico's Klingende Kochrezepte (1967)
- Lieder aus unserer Heimat (1968; con Lisa Della Casa)
- ...Ganz leise (1976)
- La Pastorella - Lieder der Berge mit Vico Torriani (1976)
- Vico singt für Sie (1977)
- Meine schönsten Advents- & Weihnachtslieder (1978)
- Vico in den Bergen (1980)
- Herzlichkeiten (1982)
- Fröhliches Ständchen (1982)
- Wunderschöne Weihnachtszeit (1986)
- Sonntagmorgen in den Bergen (1987)
- Grüezi, Grüezi Miteinander (1987)
- Zauberwelt der Berge (1990)
- Zähl' die Freunde, nicht die Jahre (1991)
- Zauberlied der Berge (1994)
- La mia bella musica (1997)
- Santa Lucia (postumo; 2003)
- Weißt du noch? (postumo; 2004)

## Filmografia parziale

### Attore

#### Cinema
- Der bunte Traum, regia di Géza von Cziffra (1952)
- Meine Frau macht Dummheiten, regia di Géza von Bolváry (1953)
- Straßenserenade, regia di Werner Jacobs  (1953)
- Chitarre d'amore, regia di Werner Jacobs (1954)
- Ein Herz voll Musik (1955)
- Santa Lucia (1956)
- Der Fremdenführer von Lissabon (1956)
- Siebenmal in der Woche (1957)
- Träume von der Südsee, regia di Harald Philipp (1957)
- Der Stern von Santa Clara (1958)
- O sole mio (1960)
- Robert und Bertram, regia di Hans Deppe (1961)
- So toll wie anno dazumal (1962)
- Muss i denn zum Städtele hinaus (1962)

#### Televisione
- Meine Schwester und ich - film TV (1966)
- Axel an der Himmelstür - film TV (1966)
- Polizeiinspektion 1 - serie TV, ep. 03x02, regia di Zbyněk Brynych (1979)
- Das kann ja heiter werden - serie TV, ep. 01x08  (1982)

### Colonna sonora
- Straßenserenade (1953)
- Siebenmal in der Woche (1958)
- Der Stern von Santa Clara (1958)
- Meine Frau Susanne - serie TV, 1 episodio (1963)
- Mein Name ist Eugen (2005)
- Il labirinto del silenzio (2014)

## Programmi televisivi
- Der goldene Schuss (1967-1970) - conduttore